# Giovanni Gozzi
Giovanni Gozzi (Milano, 19 ottobre 1902 – Taggia, 11 agosto 1976) è stato un lottatore italiano, medaglia d'oro nella lotta greco-romana ai Giochi olimpici di Los Angeles 1932 e di bronzo quattro anni prima a Amsterdam 1928.
Venne sepolto al Cimitero Maggiore di Milano, ove i resti sono poi stati tumulati in una celletta.

## Palmarès
| Anno | Manifestazione  | Sede        | Evento     | Risultato |
| ---- | --------------- | ----------- | ---------- | --------- |
| 1928 | Giochi olimpici | Amsterdam   | Pesi piuma | Bronzo    |
| 1932 | Giochi olimpici | Los Angeles | Pesi gallo | Oro       |